# Fåborg Sogn (Varde Kommune)
 For alternative betydninger, se Fåborg Sogn. (Se også artikler, som begynder med Fåborg Sogn)
Fåborg Sogn er et sogn i Varde Provsti (Ribe Stift). 
I 1800-tallet var Årre Sogn anneks til Fåborg Sogn. Begge sogne hørte til Skast Herred i Ribe Amt. Trods annekteringen udgjorde hvert sogn sin egen sognekommune. Ved kommunalreformen i 1970 blev både Fåborg og Årre indlemmet i Helle Kommune, der ved strukturreformen i 2007 indgik i Varde Kommune.
I Fåborg Sogn ligger Fåborg Kirke.
I sognet findes følgende autoriserede stednavne:
- Avtrup (bebyggelse, ejerlav)
- Balslund Høj (areal)
- Bavnehøj (areal)
- Driftsmose (areal)
- Flæskhøj (areal)
- Fuglsig (bebyggelse)
- Fåborg (bebyggelse, ejerlav)
- Gestlunde (bebyggelse, ejerlav)
- Nødbjerg (areal)
- Risbjerg (areal)
- Rodebæk (bebyggelse, ejerlav)
- Rolighed (bebyggelse)
- Slepsager (bebyggelse, ejerlav)
- Sønder Agerbæk (bebyggelse)
- Vrenderup (bebyggelse, ejerlav)
- Vrenderup Mose (areal)
- Vrenderup Plantage (areal)